# Mission grégorienne
Vous lisez un « bon article » labellisé en 2018.
La mission grégorienne est une entreprise missionnaire envoyée par le pape Grégoire le Grand en Grande-Bretagne à la fin du VIe siècle pour convertir les Anglo-Saxons au christianisme. Entre son arrivée sur le sol anglais en 597 et la mort du dernier missionnaire en 653, elle parvient à implanter la religion chrétienne dans le sud de la Grande-Bretagne.
Au cours du Ve siècle, l'ancienne province romaine de Bretagne est progressivement colonisée par des tribus germaniques pratiquant leur propre religion au détriment des autochtones celtes partiellement christianisés. En 596, Grégoire le Grand envoie un groupe de quarante missionnaires pour convertir Æthelberht, le souverain du royaume du Kent, dont la femme, Berthe, est une princesse mérovingienne chrétienne. Au-delà du simple accroissement du nombre de chrétiens, Grégoire cherche probablement à renforcer l'influence de la papauté en Europe.
Les missionnaires, menés par Augustin, débarquent dans le Kent en 597. Æthelberht les autorise à prêcher dans sa capitale de Cantorbéry, et il reçoit le baptême avant 601, date à laquelle le pape envoie une deuxième vague de missionnaires. Plusieurs sièges épiscopaux sont fondés dans les années qui suivent, à Rochester dans le Kent et à Londres dans le royaume voisin d'Essex. Dans l'esprit de Grégoire, Augustin doit devenir un archevêque métropolitain avec autorité sur le clergé celtique, mais ce dernier refuse de se soumettre aux missionnaires romains, qui sont peut-être perçus comme des agents des envahisseurs anglo-saxons par les Bretons.
La mort d'Æthelberht, en 616, est suivie d'un retour en force du paganisme dans le sud. Si Eadbald, le successeur d'Æthelberht, finit par se convertir à son tour, le siège épiscopal de Londres doit être abandonné par son détenteur, le missionnaire Mellitus. Pendant ce temps, la mission progresse dans le nord de l'Angleterre : le mariage du roi Edwin de Northumbrie avec Æthelburg, la fille d'Æthelberht, s'accompagne d'une vague de conversions dans la région, due aux efforts du missionnaire Paulin, qui devient le premier évêque d'York après le baptême d'Edwin, en 627. Cependant, ce dernier meurt au combat en 633 et sa veuve s'enfuit vers le Kent avec Paulin. La conversion de la Northumbrie, dans les décennies qui suivent, est finalement le fait de missionnaires irlandais.
Malgré les revers qu'elle subit, la mission grégorienne est à l'origine de l'établissement du christianisme romain dans le Kent et les régions environnantes. En réintroduisant la culture romaine en Grande-Bretagne, elle contribue également au développement des arts et du droit anglo-saxons. La succession des archevêques de Cantorbéry remonte de manière ininterrompue jusqu'à Augustin, le premier primat d'Angleterre.

## Contexte

Les peuples anglo-saxons en Angleterre au début du VIIe siècle.

Lorsque les légions romaines quittent la Grande-Bretagne en 410, le christianisme est déjà implanté sur l'île : trois évêques britanniques assistent au concile d'Arles en 314, et un évêque de Gaule y est envoyé en 396 pour s'occuper d'affaires disciplinaires. Elle est également la patrie de l'hérésiarque Pélage,. Les preuves matérielles témoignent de la présence croissante des chrétiens au moins jusqu'aux alentours de l'an 360.
Des tribus germaniques païennes s'installent en Grande-Bretagne à partir du Ve siècle, faisant disparaître les structures économiques et religieuses héritées de la période romaine. En occupant le sud de l'île, elles isolent les communautés chrétiennes de l'ouest, et une forme de christianisme particulière, coupée de l'influence de Rome, s'y développe par la suite,. Cette église, organisée autour de monastères plutôt que d'évêchés, diverge de la tradition romaine en plusieurs points, notamment le calcul de la date de Pâques et la forme prise par la tonsure des clercs. Bien que le christianisme ne disparaisse pas totalement des régions conquises par les Anglo-Saxons, comme en témoigne la survivance du culte d'Alban et la présence de l'affixe eccles (du latin ecclesia « église ») dans plusieurs toponymes, les chrétiens de ces régions ne semblent pas avoir cherché à convertir les Anglo-Saxons,.

## Sources
La mission grégorienne est principalement connue grâce à l'Histoire ecclésiastique du peuple anglais, une chronique achevée en 731 par le moine Bède le Vénérable. Il recueille des informations auprès de nombreuses sources, dont le futur archevêque Nothhelm, qui lui communique des copies de lettres du pape Grégoire le Grand et d'autres documents provenant de Rome. En dépit de son attachement aux sources, Bède n'est pas un historien impartial : il décrit de manière très négative l'Église celtique et la condamne pour sa résistance à l'autorité romaine, un biais qui l'amène peut-être à sous-estimer les efforts de conversion de son clergé. Bède s'inscrit également dans le contexte de son époque et de son royaume d'origine, la Northumbrie, dans sa lecture du déroulement de la mission grégorienne,.
Les biographies du pape Grégoire abordent la mission dont il est l'instigateur, en particulier celle rédigée à l'abbaye de Whitby, en Northumbrie, au début du VIIIe siècle, qui reprend vraisemblablement des traditions orales issues de Cantorbéry ou de Rome. Plus de 850 de ses lettres subsistent également. Des détails supplémentaires peuvent être glanés dans des textes ultérieurs, comme la correspondance de Boniface de Mayence, un missionnaire anglo-saxon du VIIIe siècle, ou les lettres adressées au pape par les rois anglo-saxons de la même époque, ainsi que dans la Chronique anglo-saxonne, compilée à la fin du IXe siècle.

## Origine et préparatifs

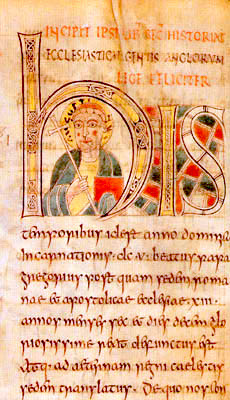
Cette lettrine historiée du Bède de Saint-Pétersbourg (milieu du VIIIe siècle) porte le nom dans l'auréole, mais il s'agit plutôt d'un portrait de Grégoire le Grand.

### Grégoire le Grand et ses motivations
D'après Bède le Vénérable, le pape Grégoire aurait été inspiré à œuvrer pour la christianisation de leur peuple après avoir vu de jeunes Anglo-Saxons sur le marché aux esclaves de Rome. Bède rapporte un calembour dont il serait l'auteur : en apprenant qu'il avait affaire à des Angles, il se serait exclamé qu'ils étaient plutôt des anges : « non Angli, sed angeli ». Cette anecdote apparaît également dans la Vie de Grégoire rédigée à l'abbaye de Whitby quelques années avant l'Histoire ecclésiastique de Bède. Ces deux textes précisent que Grégoire aurait tenté de se rendre en Grande-Bretagne en tant que missionnaire avant son élévation au pontificat.
Les motivations profondes de Grégoire le Grand ont fait l'objet de nombreuses spéculations. Au-delà du simple accroissement du nombre de chrétiens, il pourrait avoir cherché à étendre l'autorité pontificale sur une province supplémentaire. La Grande-Bretagne est alors la dernière province de l'Empire romain dominée par des païens, et il désire peut-être la ramener dans la zone d'influence de Rome. Ses efforts missionnaires ne se limitent pas aux Anglo-Saxons : il encourage les rois et évêques à œuvrer pour la conversion de leurs derniers sujets païens, ainsi qu'à celle des ariens et des juifs,.

### Considérations pratiques
En 595, le royaume de Kent, dans le sud-est de la Grande-Bretagne, est dirigé par un monarque païen, Æthelberht, dont l'épouse, Berthe, est une princesse mérovingienne chrétienne. L'une des conditions posées à leur mariage était que Berthe puisse continuer à pratiquer sa religion. Avec son chapelain Létard, elle restaure une église romaine à Cantorbéry, peut-être l'église Saint-Martin, mais son mari reste païen et Létard ne semble pas avoir converti beaucoup d'Anglo-Saxons. Néanmoins, la bienveillance d'Æthelberht à l'égard de son épouse constitue sans doute l'une des raisons de l'envoi de la mission dans son royaume en particulier, de même que les liens commerciaux et culturels privilégiés entre le Kent et les royaumes francs. Æthelberht est par ailleurs à cette date le plus puissant des souverains anglo-saxons : Bède affirme qu'il détient l'imperium sur toute l'Angleterre au sud du Humber,.
Pour diriger la mission, Grégoire choisit Augustin, le prieur de l'abbaye Saint-André à Rome. Le pape sollicite l'aide des Mérovingiens pour faciliter le voyage des missionnaires vers l'Angleterre. Les souverains et évêques des royaumes francs sont invités à leur accorder l'hospitalité, mais aussi à leur fournir des interprètes et des prêtres francs en appui. S'assurer le soutien mérovingien constitue par ailleurs un moyen pour Grégoire de s'assurer que la mission sera bien accueillie au Kent dans la mesure où Æthelberht n'a guère de raisons de vouloir se brouiller avec la famille et le peuple de son épouse. De leur côté, les rois francs cherchent à accroître leur influence de l'autre côté de la Manche, en particulier le roi de Neustrie Clotaire II, qui a besoin d'un Kent ami pour surveiller ses arrières contre les autres Mérovingiens.

## Arrivée en Angleterre et premières conversions

### Premiers succès

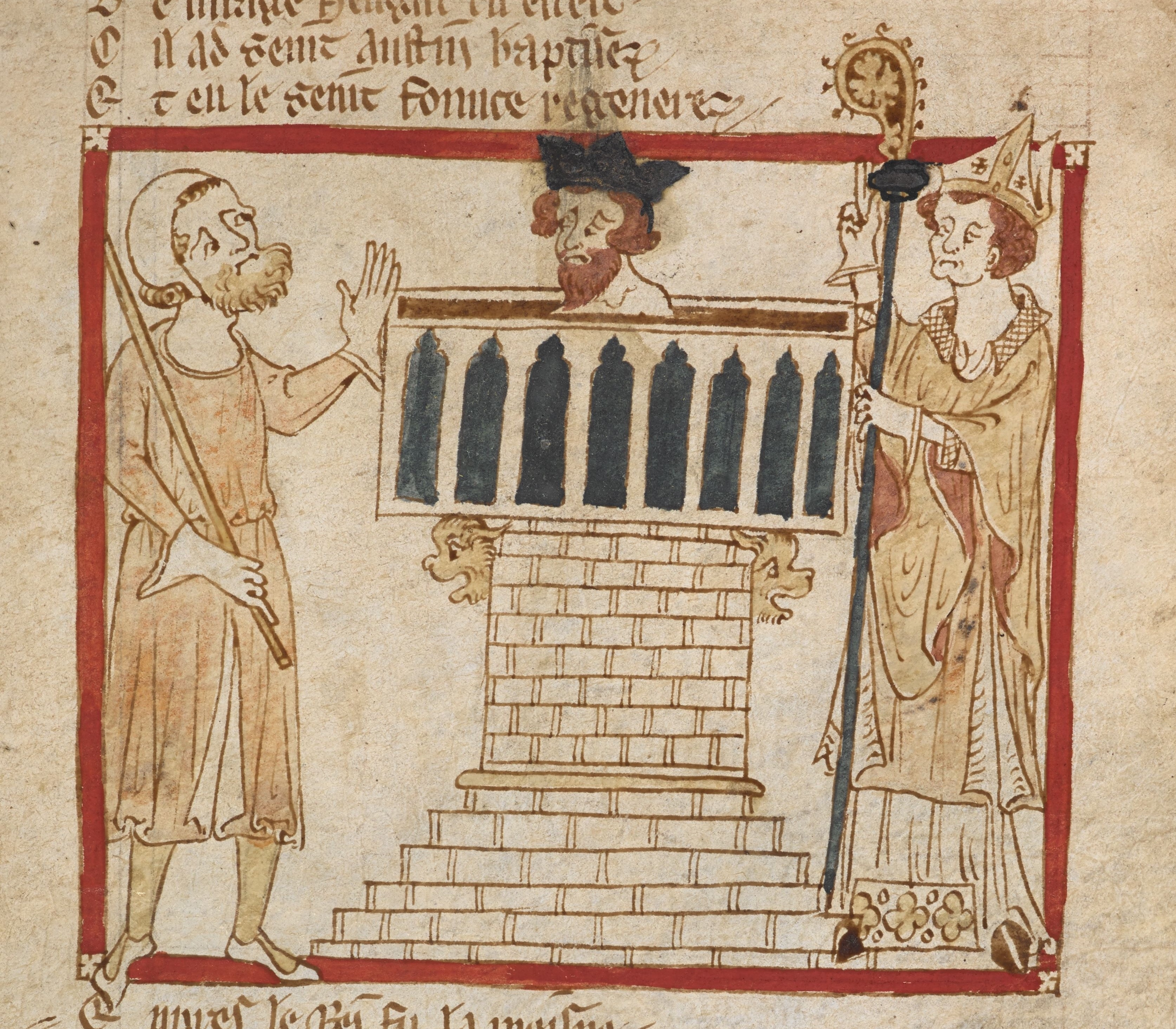
Le baptême d'Æthelberht de Kent (miniature d'un manuscrit du Roman de Brut, début du XIVe siècle).

La mission se compose d'une quarantaine de missionnaires, dont certains sont des moines. Peu après leur départ de Rome, ils interrompent leur voyage, effrayés par l'ampleur de leur tâche, et renvoient Augustin auprès du pape pour qu'il les autorise à rentrer. Grégoire refuse cette demande et leur renvoie Augustin avec des lettres pour les encourager à persévérer. C'est peut-être la nouvelle du décès du roi Childebert II, qui était censé apporter son aide aux missionnaires, qui pousse ces derniers à faire une halte. Le retour d'Augustin à Rome aurait alors eu pour but d'informer le pape de la nouvelle situation politique en Francie et de se procurer de nouvelles lettres d'introduction destinées aux successeurs de Childebert, ses jeunes fils Thierry II (roi de Bourgogne) et Thibert II (roi d'Austrasie), ainsi qu'à leur grand-mère Brunehaut qui exerce la régence en leurs noms. Nommé abbé de la mission à cette occasion, Augustin retourne auprès de ses camarades, qui s'étaient vraisemblablement arrêtés dans la vallée du Rhône, avec de nouvelles instructions.
Les missionnaires débarquent dans le Kent en 597. Æthelberht les autorise à prêcher à Cantorbéry, et ils s'installent dans l'église Saint-Martin qui devient le siège de leur évêché. Bien que ni Bède, ni Grégoire n'en donnent la date, le baptême du roi a vraisemblablement lieu en 597,. Une tradition médiévale tardive, rapportée par le chroniqueur du XVe siècle Thomas Elmham, indique le 2 juin 597, une date acceptable même si elle n'est confirmée par aucune autre source. Des conversions massives se produisent dans l'année qui suit l'arrivée de la mission, ce qui ne serait guère concevable si le roi était resté païen. En 601, Grégoire écrit à Æthelberht et Berthe en faisant clairement référence au baptême du premier. Les raisons de sa décision ne sont pas connues : Bède affirme qu'elles sont strictement religieuses, mais des considérations politiques ont certainement pesé dans la balance.
Peu après son arrivée, Augustin fonde une abbaye dédiée à Pierre et Paul sur des terres offertes par le roi à Cantorbéry. Ce monastère, qui devient par la suite l'abbaye Saint-Augustin, est parfois considéré comme la première fondation bénédictine hors d'Italie, mais il n'existe aucune preuve que sa communauté ait suivi la règle de saint Benoît dès sa création. Bien qu'Augustin et certains missionnaires soient à l'origine des moines, ils semblent avoir vécu à Cantorbéry comme des membres du clergé séculier au service d'une cathédrale, sur le modèle du système épiscopal en vigueur en Italie et en Francie,.

### La deuxième vague

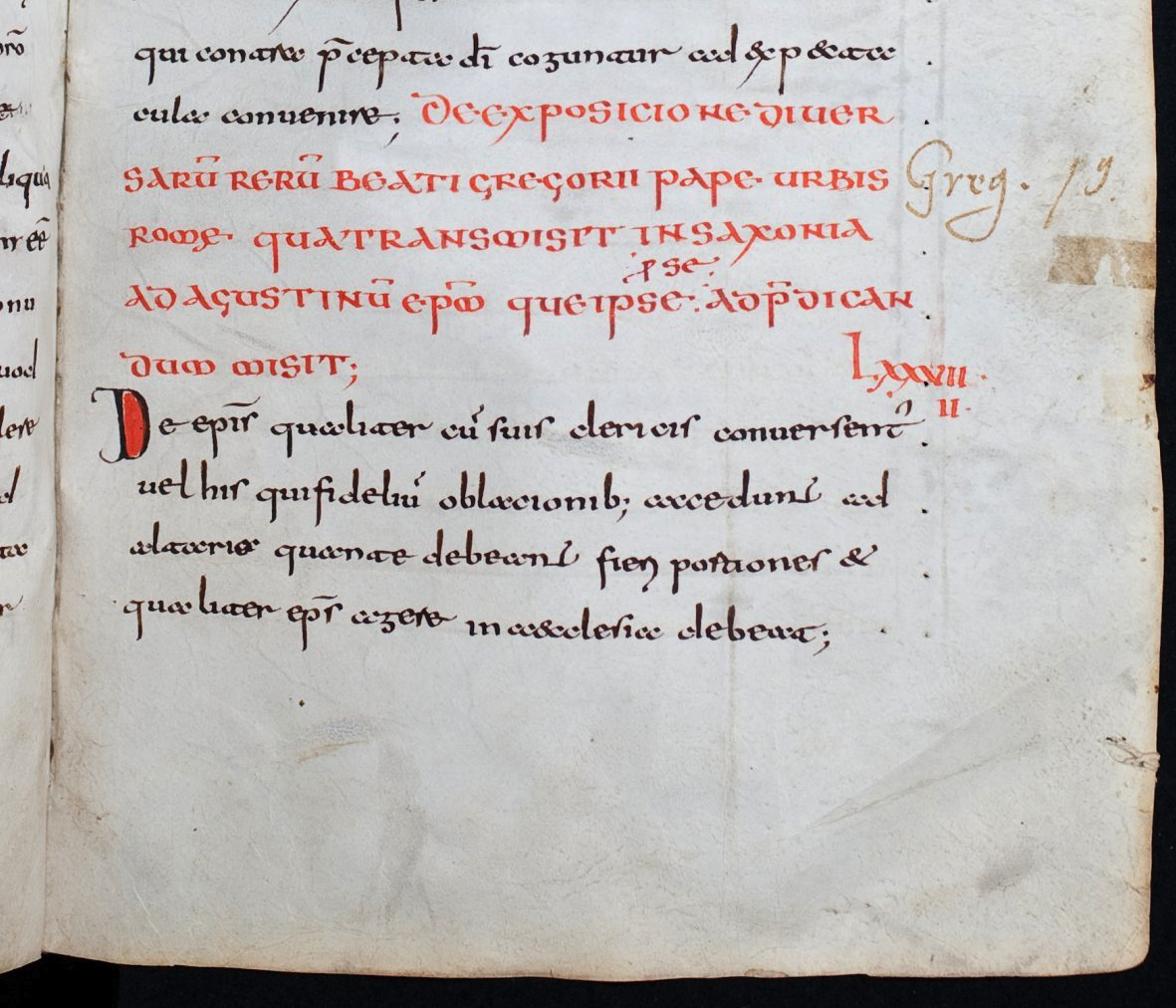
Le début du Libellus responsionum dans un manuscrit de droit canonique du VIIIe siècle.

Après ces conversions, Augustin renvoie Laurent à Rome pour informer le pape de la situation et lui transmettre ses questions sur divers sujets, parmi lesquels la gestion de l'Église, le sacre des évêques, la relation entre les églises franques et anglaises et les règles concernant le baptême, le mariage, la communion et la messe. Les questions d'Augustin et les réponses de Grégoire sont reproduites par Bède dans son Histoire ecclésiastique du peuple anglais, dont elles constituent un chapitre couramment appelé Libellus responsionum, le « petit livre des réponses ». Ce voyage excepté, les activités des missionnaires jusqu'en 601 sont mal documentées. Grégoire évoque les conversions en masse et d'autres sources décrivent des miracles accomplis par Augustin, mais peu d'événements spécifiques sont mentionnés.
Bède rapporte qu'une deuxième vague de missionnaires est envoyée par Rome en 601. Ils sont chargés de vases sacrés, de reliques et de livres, ainsi que d'un pallium pour Augustin. Symbole de l'autorité métropolitaine, il confère à Augustin le statut d'archevêque. Le pallium est accompagné d'une lettre dans laquelle Grégoire demande à Augustin d'ordonner douze évêques suffragants dès que possible, et d'envoyer un évêque à York. Le pape envisage en effet de diviser l'île entre deux sièges métropolitains, l'un à York et l'autre à Londres, chacun d'eux ayant autorité sur douze évêques suffragants. En accord avec les projets de Grégoire, Augustin aurait dû déplacer son siège de Cantorbéry à Londres, mais ce transfert n'a jamais lieu, vraisemblablement parce que la ville de Londres ne relève pas du Kent, mais du royaume des Saxons de l'Est,,.
Grégoire invite également Æthelberht à prendre exemple sur Constantin Ier en contraignant ses sujets à se convertir et le pousse à détruire les sanctuaires païens. En revanche, dans une lettre au missionnaire Mellitus, Grégoire suggère plutôt de purifier ces sanctuaires pour en faire des lieux de culte chrétiens. Cette contradiction pourrait refléter un changement d'avis du pape, à moins qu'il faille considérer les deux lettres comme relevant de deux modes distincts : conseils pratiques pour Mellitus, exhortation spirituelle pour Æthelberht.

### Au-delà du Kent
Un nouvel évêché est fondé dans le royaume de Kent en 604, lorsque le missionnaire Juste devient le premier évêque de Rochester. La même année, le roi des Saxons de l'Est Sæberht, neveu d'Æthelberht, reçoit à son tour le baptême, ce qui permet la création d'un autre évêché dans sa capitale, Londres. Mellitus en devient le premier évêque. Augustin meurt à une date incertaine entre 604 et 609, après avoir sacré un de ses camarades missionnaires, Laurent, pour lui succéder. Le missionnaire anglo-saxon du VIIIe siècle Boniface rapporte la tenue d'un synode à Londres vers cette période. Cette réunion, dont l'existence reste incertaine, aurait débattu de la question du mariage, qui est l'un des sujets abordés par l'échange épistolaire entre Augustin et Grégoire le Grand,.
Rædwald, roi des Angles de l'Est, se convertit également lors d'un séjour à la cour d'Æthelberht, mais aucun évêché n'est fondé dans son royaume, et il continue à pratiquer son ancienne religion en même temps que la nouvelle,. Bède blâme l'influence de son épouse païenne, mais la décision de Rædwald comporte certainement des implications politiques : une conversion totale apparaîtrait comme un acte de soumission à l'autorité d'Æthelberht. Dans le Nord de l'Angleterre, le roi païen Æthelfrith de Bernicie s'empare du royaume de Deira vers 604, ce qui réduit les possibilités d'évangélisation dans cette direction.

## Difficultés

### Relations avec les chrétiens autochtones
En accord avec le désir de Grégoire de voir Augustin gouverner également les évêques de l'Église celtique, Augustin organise une rencontre avec des membres du clergé breton entre 602 et 604, sous un arbre qui reçoit par la suite le nom de « Chêne d'Augustin », probablement à la frontière entre les comtés actuels du Somerset et du Gloucestershire,. Augustin aurait demandé que l'Église celtique abandonne ses coutumes divergentes et participe à l'évangélisation des Anglo-Saxons. D'après Bède le Vénérable, les évêques locaux auraient refusé de se soumettre à Augustin après qu'il eut refusé de se lever pour les accueillir à leur deuxième rencontre. Ce refus de collaborer est aussi évoqué par Laurent, le successeur d'Augustin à Cantorbéry, qui rapporte que l'évêque irlandais Dagán aurait refusé de partager son repas avec les missionnaires romains. L'abbé Aldhelm, qui écrit à la fin du VIIe siècle, affirme lui aussi que le clergé breton aurait refusé de manger avec les missionnaires et de célébrer les offices chrétiens à leurs côtés.
Les relations conflictuelles entre Bretons et Anglo-Saxons sont probablement la cause principale de ce refus de toute collaboration : les premiers ne désirent pas prêcher la bonne parole auprès de ceux qui envahissent leurs terres, tandis que ces derniers considèrent les autochtones comme inférieurs, indignes d'être écoutés. Augustin bénéficiant de la protection d'Æthelberht, les évêques bretons doivent également considérer que se soumettre à l'un revient à se soumettre à l'autre, ce qu'ils ne peuvent accepter. Les missionnaires romains sont peut-être considérés par les autochtones comme des agents ennemis.
Néanmoins, la mission grégorienne est principalement connue par l'entremise de Bède, qui porte nécessairement un regard partiel et partial sur le clergé breton. Les régions de l'ouest de l'Angleterre, où ce dernier est le plus actif, sont celles pour lesquelles Bède dispose du moins d'informations. Il tend aussi à présenter l'Église celtique comme une entité unique en dépit de l'existence de multiples royaumes bretons rivaux. Une question d'Augustin omise par Bède, mais présente dans d'autres versions du Libellus responsionum, porte sur le culte d'un saint chrétien local, ce qui suggère que les missionnaires ont eu davantage de rapports avec les chrétiens autochtones que ce qu'en dit Bède.

### La réaction païenne
En 616, la mort d'Æthelberht marque le début d'une réaction païenne. Mellitus est chassé de son siège de Londres par les fils païens de Sæberht, mort vers la même date, et Juste connaît le même sort à Rochester. Les deux hommes s'enfuient en Francie, et d'après Bède, Laurent aurait été sur le point de les suivre, mais s'en serait abstenu après avoir été rabroué par une vision de saint Pierre dans ses rêves. Les marques de fouet miraculeusement apparues sur son corps après ce rêve auraient convaincu le successeur d'Æthelberht, son fils païen Eadbald, de se convertir et de rappeler les évêques exilés.
Au-delà de cette anecdote merveilleuse, ces événements sont à prendre en considération dans le contexte politique de l'époque. Ainsi, l'expulsion de Mellitus par les fils de Sæberht constitue probablement une déclaration d'indépendance de ces derniers vis-à-vis du Kent. De fait, il n'existe aucune trace de persécutions subies par les chrétiens dans le royaume des Saxons de l'Est après le départ de Mellitus. Quant à Eadbald, le récit de Bède présente des problèmes de chronologie et vient contredire la correspondance papale. La date exacte de sa conversion reste difficile à établir : elle pourrait avoir eu lieu peu après la mort de son père, comme Bède le suggère, ou bien plusieurs années après,,.

### Avancées et reculs en Northumbrie et en Est-Anglie
La christianisation du nord de l'Angleterre progresse grâce au mariage du roi Edwin de Northumbrie avec Æthelburg, une fille d'Æthelberht, qui obtient le droit de continuer à pratiquer la religion chrétienne et d'emmener avec elle Paulin, l'un des membres de la mission grégorienne. La date exacte de ce mariage est incertaine et pourrait se situer dès 619 ou aussi tard que 625. Quoi qu'il en soit, Paulin parvient à obtenir le baptême d'Edwin en 627, prélude à de nombreuses conversions supplémentaires. Il ne prêche pas seulement dans le Deira, région d'origine d'Edwin, mais aussi en Bernicie et dans le Lindsey.
Edwin est tué au combat en 633. À la suite de cette défaite, Paulin se réfugie dans le Kent avec la veuve du roi défunt et leur fille. Tandis que Paulin termine sa vie comme évêque de Rochester, un seul missionnaire, Jacques le Diacre, reste en Northumbrie pour continuer son œuvre évangélisatrice. En fin de compte, la conversion de la Northumbrie est assurée par des missionnaires irlandais venus du monastère d'Iona à la demande d'Oswald, le successeur d'Edwin. Les récits qui entourent ces missionnaires sont beaucoup plus colorés que ceux de la mission grégorienne, assez ternes par contraste. Cela reflète en partie les sources dont se sert Bède, ainsi que l'importance de la gravitas pour les missionnaires romains.
Vers 633 également, un membre de la famille royale des Angles de l'Est, Sigeberht, rentre de son exil en Francie, durant lequel il s'est converti au christianisme. À sa demande, l'archevêque Honorius lui envoie l'évêque Félix de Burgondie, qui parvient à christianiser définitivement les Angles de l'Est.

## Postérité
L'archevêque Honorius, dernier membre connu de la mission, meurt le 30 septembre 653. Son successeur, Deusdedit, est le premier Anglo-Saxon à occuper le plus haut poste de l'Église anglaise.

### Dans la religion
La mission grégorienne donne naissance à une relation étroite entre l'Église anglo-saxonne et l'Église romaine. C'est d'elle que provient l'idée qu'un pallium est nécessaire pour qu'un archevêque puisse exercer ses prérogatives, une idée qui se répand ultérieurement sur le continent avec les missionnaires anglo-saxons comme Willibrord et Boniface. Les liens avec Rome sont encore renforcés lorsque Théodore de Tarse est nommé archevêque de Cantorbéry par le pape, en 668.
Du côté de la papauté, la mission grégorienne témoigne du désir de Grégoire de se détourner de l'Orient pour s'intéresser à l'ancien Empire romain d'Occident. Plusieurs de ses successeurs sur le trône pontifical suivent le mouvement et apportent leur soutien à la christianisation des Anglo-Saxons. Augustin et ses compagnons servent de modèle aux missionnaires anglo-saxons en Germanie. D'après l'historien R. A. Markus, la mission grégorienne marque un changement d'approche dans la stratégie missionnaire des papes, qui favorisent dès lors la persuasion plutôt que la coercition. De fait, la christianisation des Anglo-Saxons se fait sans grande destruction de sites religieux païens, contrairement à celle des Gaules sous Martin de Tours, par exemple.

### Dans les arts

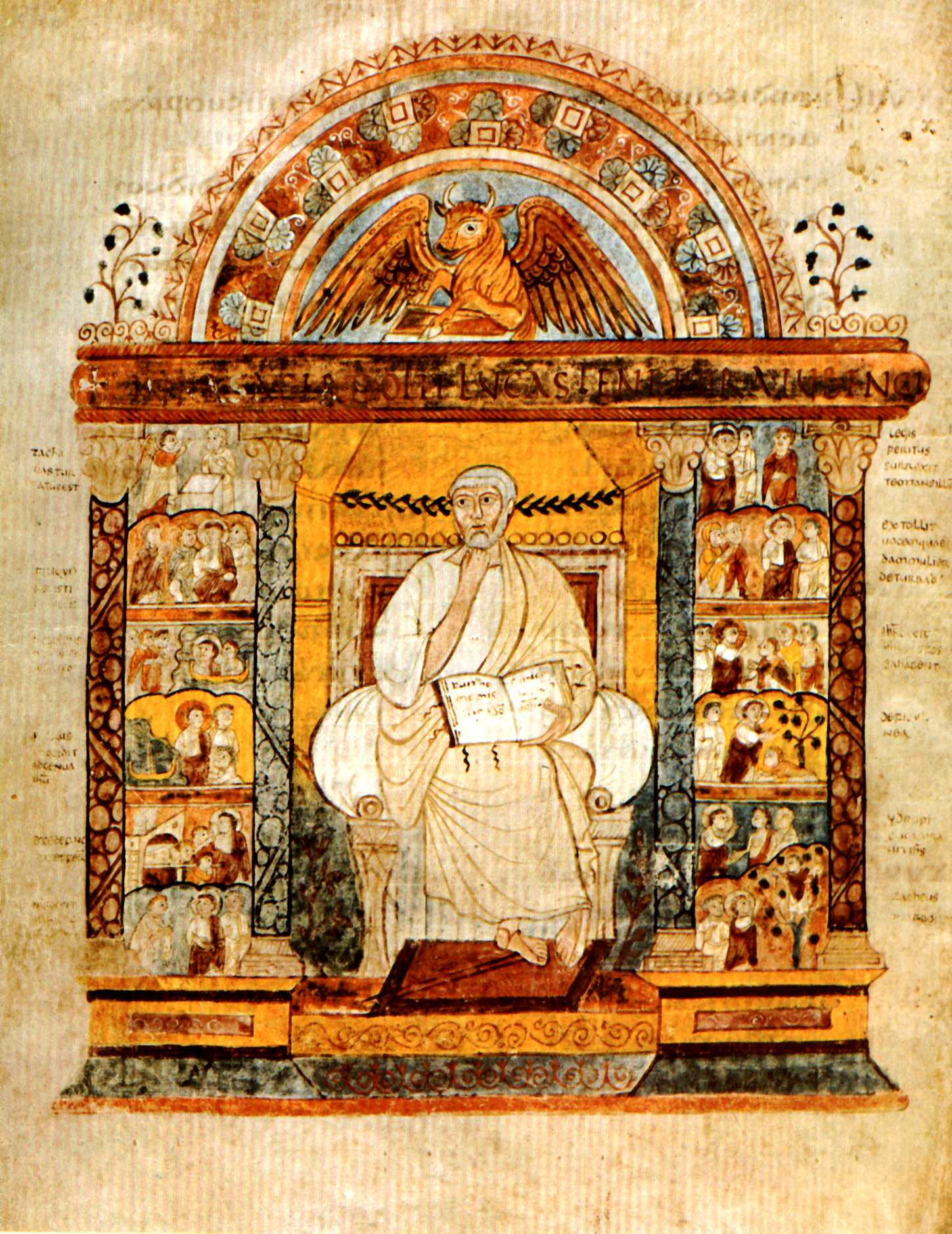
Portrait de l'évangéliste Luc dans lÉvangéliaire de saint Augustin (fol. 129v).

Quelques objets conservés à Cantorbéry sont traditionnellement associés à la mission grégorienne. C'est notamment le cas de l'Évangéliaire de saint Augustin, un manuscrit produit au VIe siècle en Italie et conservé à l'université de Cambridge,. Une Bible de saint Grégoire enluminée, aujourd'hui perdue, est mentionnée à Cantorbéry au VIIe siècle. Le chroniqueur du XVe siècle Thomas Elmham cite d'autres livres conservés à l'abbaye Saint-Augustin considérés comme des dons d'Augustin à ce monastère, notamment un psautier aperçu par l'antiquaire John Leland durant la dissolution des monastères, dans les années 1530, mais perdu depuis. Parmi les manuscrits encore existants, une copie de la Règle de saint Benoît conservée à la bibliothèque Bodléienne (MS Oxford Bodleian Hatton 48) pourrait remonter à l'époque de la mission grégorienne, tout comme un évangéliaire lié à celui de saint Augustin (MS Oxford Bodleian Auctarium D.2.14), qui semble avoir été détenu par des Anglo-Saxons durant cette période. Il existe également un fragment d'un texte de Grégoire le Grand, intégré au manuscrit Cotton Titus C de la British Library, qui pourrait avoir été apporté en Grande-Bretagne par les missionnaires.
Augustin fonde une église dans son abbaye dédiée à saint Pierre et saint Paul qui devient par la suite l'abbaye Saint-Augustin. Cette église est détruite après la conquête normande pour laisser place à une nouvelle abbatiale. À Cantorbéry, la mission fonde une cathédrale pour Augustin qui devient le prieuré de Christ Church. Bien que la succession des bâtiments sur le site soit incertaine, cette cathédrale a également été détruite ; une église détruite en 1067 est en effet décrite par Eadmer comme celle d'Augustin, mais, d'après Jean de Worcester, le prieuré est détruit dès 1011 lors d'un raid danois. Une autre cathédrale est fondée à Rochester. Ce premier bâtiment est détruit dès 676 par le roi de Mercie Æthelred. Les missionnaires fondent d'autres édifices religieux à Londres, à York et à Lincoln, mais aucun ne subsiste,.
Les missionnaires introduisent en Grande-Bretagne une forme de plain-chant similaire à celle employée à Rome durant la messe. La réputation du clergé de Cantorbéry dans ce domaine est excellente aux VIIe et VIIIe siècles. Dans les années 670, l'évêque northumbrien Wilfrid envoie ainsi chercher deux maîtres de chant à Cantorbéry. L'évêque de Rochester Putta, réputé pour ses talents de chanteur, aurait été formé par les missionnaires grégoriens. L'un d'eux, Jacques le Diacre, continue à enseigner le chant en Northumbrie après le retour de Paulin dans le Kent.

### Dans le droit
Le droit romain, codifié par l'empereur Justinien dans le Corpus iuris civilis (534), est bien connu des missionnaires et influence certainement les codes de lois promulgués par les rois anglo-saxons. Bède décrit explicitement celui d'Æthelberht comme formé sur le modèle romain. L'Ancien Testament constitue une autre influence de l'œuvre législative des rois anglais. Il s'agit non seulement pour eux d'organiser le droit dans leurs royaumes, mais aussi d'affirmer leur autorité en se présentant comme davantage que de simples chefs de guerre, comme de véritables souverains capables d'assurer la justice et la paix. La mission grégorienne contribue peut-être aussi au développement des chartes anglo-saxonnes : les plus anciennes présentent des traces d'influences romaines. L'historienne Ann Williams considère qu'il est possible que ce type de document ait été introduit dans le Kent par Augustin.